# قلوب عشوائية (فلم)
قلوب عشوائية (بالإنجليزية: Random Hearts) فيلم دراما رومانسي أمريكي صدر عام 1999، من إخراج سيدني بولاك وبطولة هاريسون فورد وكريستين سكوت توماس. الفيلم مأخوذ عن رواية من عام 1984 بنفس الاسم للكاتب وارن آدلر. يتحدث الفيلم عن ضابط شرطة وعضو كونغرس يكتشفان أن زوجاتهما كانتا على علاقة غرامية قبل وفاتهما في كارثة جوية.

## روابط خارجية
- مقالات تستعمل روابط فنية بلا صلة مع ويكي بيانات